# Brutfleck

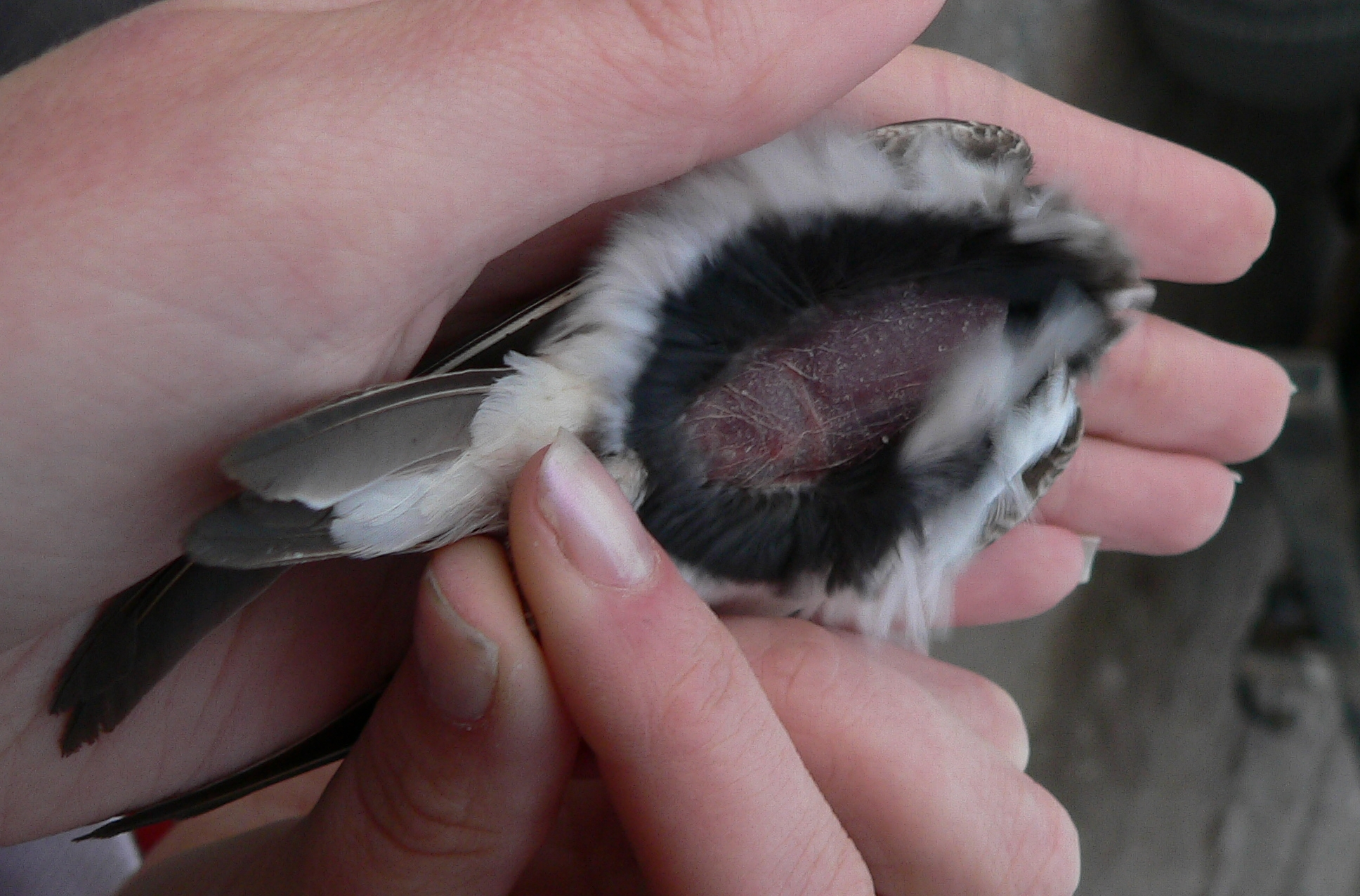
Brutfleck einer Uferschwalbe

Ein Brutfleck (area incubationis) ist eine kleingefiederfreie, äußerst gut durchblutete Hautpartie am Vorderbauch brütender Vögel, die eine optimale Übertragung von Körperwärme auf das Gelege ermöglicht. 

## Anzahl
Die meisten Vogelarten, wie zum Beispiel die Sperlingsvögel oder die Greifvögel, weisen nur einen Brutfleck auf. Raubmöwen, Alkenvögel und Regenpfeifer haben meist zwei, während die meisten Möwen, Enten und Gänse drei Brutflecken entwickeln. Pelikane, Tölpel, Pinguine und Kormorane haben keine Brutflecken. 

## Bildung
Bei fast allen Vögeln ist die Entwicklung des Brutflecks hormonell gesteuert, indem gegen Ende der Eiablage bei dem Vogel, der hauptsächlich das Gelege bebrütet, die Federn im Bereich des Körper-Ei-Kontaktes ausfallen. Einige Arten, wie zum Beispiel Gänse und Enten, entfernen die Dunen aktiv und verwenden sie zur Auspolsterung und Isolierung des Nestes. Bei fast allen Vögeln wachsen nach Beendigung des Brutgeschäftes die Federn wieder nach, bei wenigen anderen, wie zum Beispiel bei vielen Tauben, bleibt der Brutfleck permanent bestehen; die kahle Hautstelle ist nur vom Großgefieder verdeckt.